# Crew 7

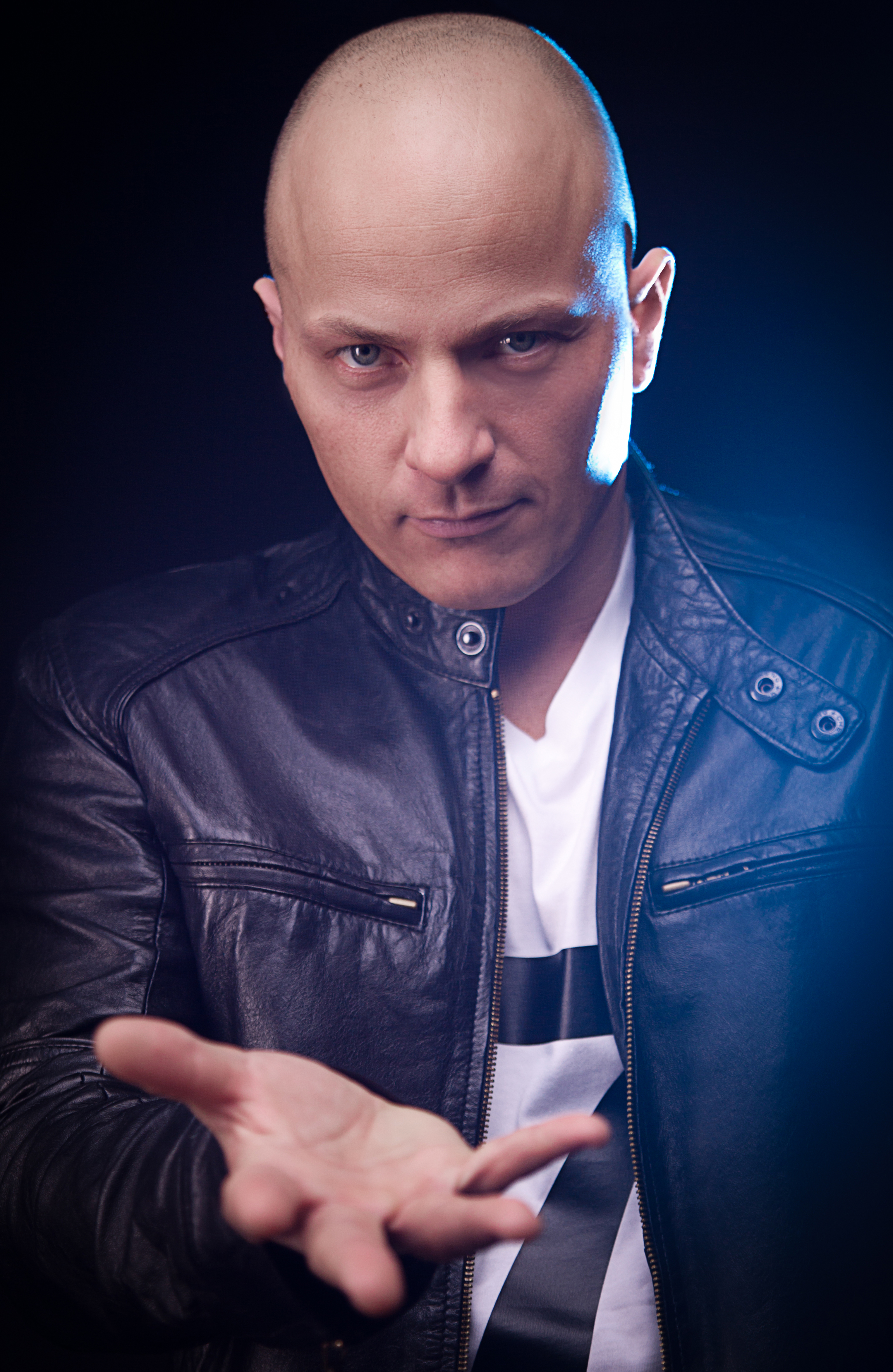

Crew 7 ist ein deutsches Danceprojekt, ursprünglich bestehend aus Dirk Waldt (* 12. Juli 1976 in Duisburg) und Michel Diederiks. Es hatte seine größten Erfolge mit Coverversionen von Liedern aus den 1980er Jahren. Dirk Waldt tritt als Crew 7 deutschlandweit als DJ auf.

## Geschichte
Die erste und erfolgreichste Single war Eye of the Tiger, eine Coverversion des gleichnamigen Lieds von Survivor. Zuerst wurde das Lied in Großbritannien veröffentlicht, später verbreitete sich das Lied auch in den europäischen Clubs. Der Song blieb acht Monate in den Top 10 der Deutschen DJ Charts. Im Jahr 2007 erreichte das Lied Platz drei in der Deutschen DJ Playlist (DDP) und schaffte es bis auf Platz 30 in deren Jahrescharts. 2007 folgte Such A Shame und schaffte es auf Platz 4 der DDP. Get The Party Started wurde 2008 veröffentlicht und erreichte Platz 6.
2009 schied Michel Diederiks aus dem Projekt aus. Von da ab trat Frank Eikam, der bereits mit Phil Fuldner und Tommaso De Donatis (DJ Quicksilver) produzierte, als neuer Mann dem Projekt bei. Damit erschien im selben Jahr mit Shawty Wanna Ride die erste selbst komponierte Single, gefolgt von dem Lied Give Into The Bass, das sich in Polen zu einem Club-Hit entwickelte. Der Dirty Impact & Funkytunerockers Remix von Give Into The Bass erreichte mehrere Millionen Plays auf Youtube.
Ab 2013 kamen parallel mit dem aufkommenden Open Air EDM-Festivalboom, die Singles Wild!, Hey! und No Alternative und das dritte Album Revolution EDM, welche auf dem Plattenlabel Andorfine Records veröffentlicht wurde.
2015 & 2016 folgten weitere Coverversion u. a. von Robin S., Elvis Crespo, Gloria Estefan und Indeep. Damit besinnte sich Crew 7 wieder auf den ursprünglichen House-Sound des Projekts. Mit Kill it wurde 2015 zusammen mit Alpha-X eine Single released. Mit der Single "Bounce" erreichte Crew 7, 2015 die Top 10 die Top 10 der deutschen iTunes und Amazon Charts. Außerdem die Top 10 der "Deutschen DJ Playlist und der Deutschen DJ Charts.
2016 wurde der Song Strike It Up, eine Coverversion von Black Box aus den 90er Jahren veröffentlicht. Strike It Up wurde in Zusammenarbeit mit Massimo Nocito produziert, der Mitglied der Band Bass Bumpers ist.
2018 kam das Album House Generation in den Handel. Auf dem Album wurden unter anderem eine Coverversion von No Diggity von BLACKstreet und des Freestyle Klassikers Let the Music Play von Shannon veröffentlicht.
2019 wurde ein Song mit einem Sample von Street Player von Chicago veröffentlicht, der sich an den 90er Jahre Klassiker The Bomb von den Bucketheads anlehnt.
Aufgrund der Corona-Pandemie konnte die Band 2020 keine Liveauftritte spielen, daher verbrachten sie mehr Zeit im Studio. Neben On My Head, Me and You und The Days wurden drei weitere Coverversionen veröffentlicht. Zusammen mit Jaques Raupe wurde Spacer von Sheila and B. Devotion als Discohouse Version veröffentlicht. Außerdem wagte sich die Band an eine Neuinterpretation von To France von Mike Oldfield aus dem Jahre 1984. Die dritte Coverversion im Jahr 2020 war eine Bearbeitung des Liedes Like a Prayer von Madonna im Slaphouse Stil. Like a Prayer erreichte die Top 10 der DJ Charts in Österreich (DJ Charts Austria) und Deutschland (Deutsche DJ Playlist und Dancechart.de)
Über die Jahre veröffentlichte das Projekt zahlreiche Remixe, unter anderem für R.I.O., Alex C und Kate Ryan.

## Diskografie

### Alben
- 2010: Number One
- 2014: Number Two
- 2014: Revolution EDM
- 2018: House Generation

### Singles
- 2006: Eye of the Tiger
- 2007: Such a Shame
- 2008: Money for Nothing
- 2008: Party Started
- 2009: Everytime We Touch
- 2009: Avenue
- 2009: Shawty Wanna Ride
- 2009: Give into the Bass
- 2010: Get Down
- 2010: Thunderstruck
- 2010: This Time
- 2011: Throw Your Hands Up
- 2011: Push it
- 2011: Billie Jean
- 2012: Bad Boys
- 2012: Eye of the Tiger 2012
- 2012: Dancehall Queen
- 2012: Tonight
- 2013: I Go to Rio
- 2013: Satisfaction
- 2013: Fuck it (I Don’t Want You Back)
- 2013: Eternity
- 2013: Wild
- 2014: HEY!
- 2014: No Alternativ
- 2014: Summer Nights
- 2014: Such A Shame (Reloaded)
- 2014: Turn me up
- 2014: Money for nothing (Reloaded)
- 2014: La Bomba
- 2015: Eye of the Tiger (Reloaded)
- 2015: Suavemente
- 2015: Luv 4 Luv
- 2016: Bounce
- 2016: Kill it (ft. Alpha-X)
- 2016: Conga (ft. Jane Vogue)
- 2016: Ghostbusters (ft. Geeno Smith)
- 2016: Last Night a DJ Saved My Life
- 2016: Strike It Up
- 2018: Sorry
- 2018: No Diggity
- 2019: The Bomb
- 2020: On My Head (ft. Alpha-X)
- 2020: Spacer
- 2020: Me and You (ft. Alpha-X)
- 2020: The Days
- 2020: To France
- 2020: Like a Prayer

### Remixes
- 2007: Kate Ryan – Voyage Voyage
- 2008: Outatime – Ain´t nobody
- 2008: Cuba Club – Suavemente
- 2008: Commercial Club Crew – La Isla Bonita
- 2008: Alex C. – Liebe Zu Dritt
- 2009: Oscar Salguero – Like A Prayer
- 2010: DJ LBR feat. DJ Kool & Nappy Paco – Get Your Hands Up
- 2010: Soul Bros. - Boom Boom Boom
- 2010: DJ MNS & E-Maxx – Solo Por Ti
- 2011: Jack Brontes – Never Close Your Eyes
- 2012: DJ Mafia – Just Dance
- 2012: Mr. Z – Mine Mine Mine
- 2012: R.I.O. – Summer Jam
- 2012: Soul Bros. – Tonight
- 2012: Pure Playaz – Up N Down
- 2012: Brisby & Jingles – Donnersong (meets Sunrider)
- 2012: Mike Indigo feat. House Tec – Crazy 2k12
- 2013: DJ High Effect – I Come Undone 2K13
- 2013: Eddy Wata – Shake Your Bom Bom
- 2015: Geeno Smith – Stand by me
- 2016: Big Daddi & Andrew Spencer – Ice Ice Baby
- 2016: Verona – Endless Day
- 2016: Ron Rockwell & Andrew Spencer – Axel F